# Menaforia eburata
Menaforia eburata là một loài tò vò trong họ Ichneumonidae.